# ATI Omni Hybrid
ATI Omni Hybridは、アメリカ合衆国のAmerican Tacticalが開発したボックスマガジンタイプのセミオート式散弾銃である。

## 概要
AR-15をベースにした410ボアを使用する散弾銃。
サイドレールにKeyModとM-LOKを備え、アッパーレシーバーにはピカティニーレールを備えている。　　　　　　　　
AR-15ベースにしてるため、アッパーレシーバーを交換するだけで5.56x45mm NATO弾と.300 ACC Blackout弾を使用できる。ATI Omni HybridのアッパーレシーバーはほとんどのAR-15のロアレシーバーに取り付けることができる。

## 登場作品
『Cod:MWⅢ』
RIVETERという名称で登場。410ボアを使用するはずだが、射撃時に飛び出る薬莢は12ゲージのものである。